# 60148 Seanurban
60148 Seanurban è un asteroide della fascia principale. Scoperto nel 1999, presenta un'orbita caratterizzata da un semiasse maggiore pari a 2,9441671 UA e da un'eccentricità di 0,0536360, inclinata di 0,95990° rispetto all'eclittica.